# Neocoelinius subpetiolatus
Neocoelinius subpetiolatus är en stekelart som beskrevs av Granger 1949. Neocoelinius subpetiolatus ingår i släktet Neocoelinius och familjen bracksteklar. Inga underarter finns listade i Catalogue of Life.